# Серексеу
Серексеу (рум. Sărăcsău) — село у повіті Алба в Румунії. Входить до складу комуни Шибот.
Село розташоване на відстані 275 км на північний захід від Бухареста, 25 км на південний захід від Алба-Юлії, 95 км на південь від Клуж-Напоки.

## Населення
За даними перепису населення 2002 року у селі проживали 209 осіб, усі — румуни. Усі жителі села рідною мовою назвали румунську.